# Ланець (Польща)
Ланець (пол. Łaniec, нім. Lanietz) — село в Польщі, у гміні Польська Церекев Кендзежинсько-Козельського повіту Опольського воєводства.
Населення — 146 осіб (2011).

## Демографія
Демографічна структура станом на 31 березня 2011 року:
|          | Загалом | Допрацездатний вік | Працездатний вік | Постпрацездатний вік |
| -------- | ------- | ------------------ | ---------------- | -------------------- |
| Чоловіки | 64      | 9                  | 47               | 8                    |
| Жінки    | 82      | 12                 | 52               | 18                   |
| Разом    | 146     | 21                 | 99               | 26                   |